# Alte Kirche (Shawbost)
Die Alte Kirche von Shawbost, ehemals auch Shawbost Museum, ist ein ehemaliges Kirchengebäude in der Ortschaft Shawbost auf der schottischen Hebrideninsel Lewis, das später als Museum genutzt wurde. 1993 wurde das Bauwerk in die schottischen Denkmallisten in der Denkmalkategorie C aufgenommen.

## Geschichte
Das Gebäude wurde im Laufe des mittleren bis späten 19. Jahrhunderts als Kirche erbaut. Im späten 20. Jahrhundert beheimatete es das Shawbost Museum.

## Beschreibung
Das Gebäude steht abseits der A858 im Ortsteil South Shawbost nahe dem Shawbost-Bach zur Meeresbucht Loch Shawbost. Der Körper der länglichen Saalkirche ist aus Feldstein mit Natursteineinfassungen aufgebaut. In die zur Straße weisende, vier Achsen weite Nordfassade sind vier schlichte, hohe Fenster mit Tudorbögen eingelassen. An beiden Giebelseiten schließen sich flache Vorbauten an; die Sakristei an der Ostseite beziehungsweise der Eingangsbereich an der Westseite. Oberhalb sind blinde Rundfenster eingelassen. Das abschließende Satteldach ist schiefergedeckt. Vom Giebel des westweisenden Vorbaus ragt ein Kamin auf. Straßenseitig grenzt eine Harl-verputzte Mauer das Grundstück ab.